# Wiedemannia medjahedica
Wiedemannia medjahedica är en tvåvingeart som beskrevs av Vaillant och Gagneur 1998. Wiedemannia medjahedica ingår i släktet Wiedemannia och familjen dansflugor. Inga underarter finns listade i Catalogue of Life.